# Staszkiewicz II
Staszkiewicz, polski herb szlachecki, odmiana herbu Sas. Według Kaspra Niesieckiego jest to odmiana herbu Leliwa.

## Opis herbu
W polu błękitnym półksiężyc złoty rogami do góry obrócony, nad nim strzała prosto żeleźcem w dół. Przy strzale z prawej strony sześciopromienna gwiazda złota. 
W klejnocie trzy pióra strusie.

## Najwcześniejsze wzmianki
Niesiecki wspomina Staszkiewiczów h. Leliwa odm. na Żmudzi w roku 1621. Juliusz Karol Ostrowski pisze natomiast, że jest to odmiana herbu Staszkiewicz, który z kolei jest odmianą Sasa. W Tablicach odmian herbowych Chrząńskiego herb figuruje jednak jako odmiana Leliwy, oznaczona literą g.

## Herbowni
Staszkiewicz.